# Élections constituantes de 1946 au Cameroun français
Les élections constituantes françaises de 1946 se tiennent le 2 juin. Ce sont les deuxièmes élections constituantes, après le rejet du Projet de constitution française du 19 avril 1946 lors du référendum du 5 mai.

## Mode de scrutin
L'assemblée constituante est composée de 586 sièges pourvus pour la plupart au scrutin proportionnel plurinominal suivant la règle de la plus forte moyenne dans chaque département, sans panachage ni vote préférentiel.
Dans le territoire sous mandat du Cameroun français (qui allaient devenir un territoire sous tutelle), deux députés sont à élire, selon le système uninominal majoritaire à deux tours.
Le premier par le collège des citoyens français (les Colons), le second par le Collège des non-citoyens (l'élite des populations dites Indigènes).

## Élus
| Député sortant              | Parti | Parti | Député élu ou réélu         | Parti | Parti |
| --------------------------- | ----- | ----- | --------------------------- | ----- | ----- |
| Louis-Paul Aujoulat         |       | MRP   | Louis-Paul Aujoulat         |       | MRP   |
| Alexandre Douala Manga Bell |       | MRP   | Alexandre Douala Manga Bell |       | MRP   |

## Résultats

### Collège des Citoyens
| Parti    | Parti    | Candidat              | Premier tour | Premier tour | Ballotage | Ballotage |
| Parti    | Parti    | Candidat              | Voix         | %            | Voix      | %         |
| -------- | -------- | --------------------- | ------------ | ------------ | --------- | --------- |
|          | MRP      | Louis-Paul Aujoulat * | 583          | 46,45        | 614       | 60,20     |
|          | PRL      | Georges Molinatti     | 343          | 27,33        | 275       | 26,96     |
|          |          | Mr Daumann            | 198          | 15,78        | 102       | 10,00     |
|          |          | André Meynieux        | 55           | 4,38         | 25        | 2,45      |
|          |          | René Baudet           | 47           | 3,75         |           |           |
|          |          | Mr Briquet            | 23           | 1,83         | 1         | 0,10      |
|          |          | Mr Maillochon         | 6            | 0,48         | 3         | 0,29      |
|          |          |                       |              |              |           |           |
| Inscrits | Inscrits | Inscrits              | 2 216        | 100,00       | 2 216     | 100,00    |
| Votants  | Votants  | Votants               | 1 288        | 58,12        | 1 038     | 46,84     |
| Exprimés | Exprimés | Exprimés              | 1 255        | 97,44        | 1 020     | 98,27     |

### Collège des Non-Citoyens
|          | MRP      | Alexandre Douala Manga Bell * | 5 296  | 53,25  |  |  |
|          | SFIO     | Jules Ninine                  | 3 526  | 35,35  |  |  |
|          | URR      | Charles Assalé                | 490    | 4,91   |  |  |
|          |          | Mr Moumettia                  | 166    | 1,67   |  |  |
|          |          | Mr NDonokon                   | 135    | 1,36   |  |  |
|          |          | Daniel Kemajou                | 96     | 0,97   |  |  |
|          |          | Mr NJome                      | 85     | 0,86   |  |  |
|          |          | Mr NKoulou                    | 77     | 0,77   |  |  |
|          |          | Mr Epoupa Emoch               | 74     | 0,74   |  |  |
|          |          |                               |        |        |  |  |
| Inscrits | Inscrits | Inscrits                      | 16 146 | 100,00 |  |  |
| Votants  | Votants  | Votants                       | 9 988  | 61,86  |  |  |
| Exprimés | Exprimés | Exprimés                      | 9 945  | 99,57  |  |  |